# 徐子鼎
徐子鼎于1962年出土于山东费县冶镇台子沟。经专家确认是春秋战国时的文物，被国家文物部门鉴定为稀世珍品。
鼎重十余斤，圆形，平沿，鼎边外沿有几何花纹，工整细致，并铸有十余个类似甲骨文字图形的铭文，其中有“徐子氽鼎”四字，笔画清晰。鼎端铸有两个如三股麻绳拧成得麻花状花纹的鼎柄，铸工精良。
据专家是一步考证，此鼎为东周列国时期，徐国王子赴蒙山祭祀时的祭器。
徐子鼎这件罕见珍品的出土，显示了两千七百多年前当地先民铸造青铜工艺的辉煌成就，为费县近三千年的文明历史提供了珍贵的实物资料；也反映了当时人类对大山河川的崇拜的虔诚。
此鼎出土后，曾先后在山东和北京博物馆展出，受到考古学家的重视。